# 法拉卡塔
法拉卡塔（Falakata），是印度西孟加拉邦Jalpaiguri县的一个城镇。总人口18801（2001年）。

## 人口
该地2001年总人口18801人，其中男性9616人，女性9185人；0—6岁人口2192人，其中男1120人，女1072人；识字率76.00%，其中男性为80.63%，女性为71.16%。